# Greg Luzinski
Gregory Michael "The Bull" Luzinski (nascido em 22 de novembro de 1950) é um ex-jogador profissional de beisebol que atuou na Major League Baseball como campista esquerdo e rebatedor designado nos clubes Philadelphia Phillies (1970–80) e Chicago White Sox (1981–84).